# Erionotini
De Erionotini zijn een geslachtengroep van vlinders van de familie van de dikkopjes (Hesperiidae).

## Geslachten
- Acerbas Nicéville, 1895
- Aegiale C.Felder & R.Felder, 1860
- Agathymus Freeman, 1959
- Avestia Grishin, 2019
- Alera Mabille, 1891
- Ancistroides Butler, 1874
- Cerba Grishin, 2019
- Erionota Mabille, 1878
- Gangara Moore, 1881
- Ge Nicéville, 1895
- Hyarotis Moore, 1881
- Ilma Swinhoe, 1905
- Lotongus Distant, 1886
- Lycas Godman, 1901
- Malaza Mabille, 1904
- Matapa Moore, 1881
- Megathymus Scudder, 1872
- Oerane Elwes & Edwards, 1897
- Orses Godman, 1901
- Pemara Eliot, 1978
- Perichares Scudder, 1872
- Pirdana Distant, 1886
- Plastingia Butler, 1870
- Ploetzia Saalmüller, 1884
- Praescobura Devyatkin, 2002
- Pseudokerana Eliot, 1978
- Pseudopirdana Chiba & Tsukiyama, 1993
- Pseudosarbia Berg, 1897
- Pudicitia Nicéville, 1895
- Pyroneura Eliot, 1978
- Pyrrhopygopsis Godman, 1901
- Quedara Swinhoe, 1919
- Salanoemia Eliot, 1978
- Scobura Elwes & Edwards, 1897
- Stallingsia Freeman, 1959
- Suada Nicéville, 1895
- Suastus Moore, 1881
- Turnerina Freeman, 1959
- Unkana Distant, 1886
- Yanoancistroides Huang, 1999
- Zela Nicéville, 1895